# Broadview Park, Florida
Broadview Park är en ort (CDP) i Broward County, i delstaten Florida, USA. Enligt United States Census Bureau har orten en folkmängd på 7 125 invånare (2010) och en landarea på 2,5 km².